# ماء جافيل
ماء جافيل أو ماء جال (المعروف أيضًا اختصارًا باسم جافيل أو جفال) هو محلول مؤكسد يشيع استخدامه كمطهر ومبيض.
بادر الكيميائي الفرنسي كلود لوي برتوليه، بدراسة المحلول لأول مرة وكان ذلك في منطقة صناعية تدعى حي جافيل وتقع بباريس سنة 1775، ومن هنا جاءت تسميته، يتكون المركب من هيبوكلوريت الصوديوم النقي (NaClO)، بالإضافة إلى محلول مائي مع الملح (كلوريد الصوديوم).
تفاعل تصنيع مادة التبييض (الجفال) (NaClO) تتكون بالأساس عبر الكلور وهيدروكسيد الصوديوم (NaOH) هو:
Cl2 + 2 NaOH → NaCl + NaClO + H2O.
الجافيل هو محلول قاعدي حيث تختلف درجة الحموضة وفقًا للتركيز الذي هو عليه (درجة الحموضة = 11.5 لماء الجافيل يحتوي 2.6% من الكلور النشط، ودرجة الحموضة = 12.5 لماء الجافيل المركز مع 9.6% الكلور النشط).
نظرًا لأن الجافيل يحتوي على ذرات الكلور، فغالبًا ما يقال أن المياه الجافيل هي مياه "مكلورة"، وهو مصطلح غير دقيق، بالنظر لأن حمض الهيدروكلوريك هو أيضًا يعتبر بطريقة أو بأخرى محلول كلور، والرائحة المميزة للمبيض المعروف لا علاقة له برائحة الكلور.